# إس أو إس (أغنية ريانا)
إس أو إس هي أغنية سجلتها المغنية البربادوسية ريانا لألبومها الإستديو الثاني، آ قيرل لايك مي (2006). الأغنية من كتابة جي.آر. روتم، إيفان بوغارت، وإد كوب، ومن إنتاج جي.آر روتم. صدرت كأغنية الألبوم المنفردة الأولى يوم 14 فبراير، 2006. نوع الأغنية هو دانس-بوب وآر أند بي. الأغنية تحتوي على عينة من «تينتيد لوف»، أغنية من كتابة إد كوب في 1965. كان النقد الموسيقي للأغنية إيجابي، الأغلبية أثنوا على استخدام عينة من أغنية «تينتيد لوف».

## الأداء التجاري

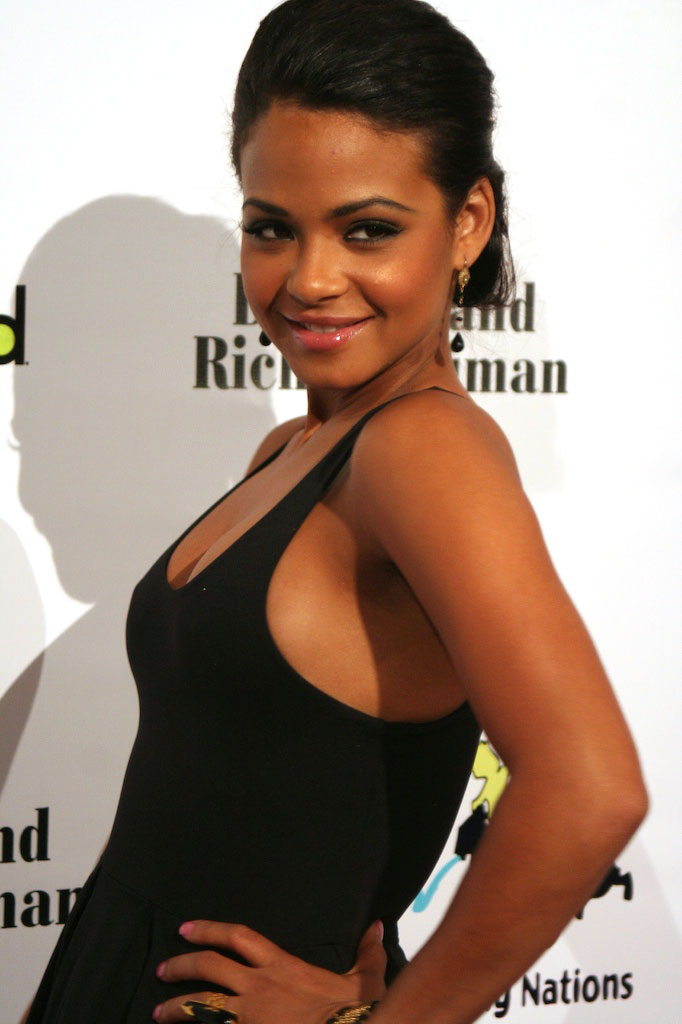
"إس أو إس" كانت بالأصل لألبوم المغنية كريستينا ميليان "سو آميزن"، لكن في نهاية المطاف لم تسجلها.

### أمريكا الشمالية
في الولايات المتحدة، بلغت «إس أو إس» ذروتها في المركز الأول يوم 13 مايو، 2006، على الرسم البياني الأمريكي بيلبورد هوت 100، وأصبحت أول أغنية لريانا تصل إلى المركز الأول على هذا الرسم البياني. شهدت الأغنية زيادة في المبيعات في الأسبوع الذي يسبق وصولها إلى القمة، وذلك بسبب ديف جام عندما أصدرت الأغنية للتحميل الرقمي قبل صدور آ قيرل لايك مي. أمضت الأغنية على قمة الرسم البياني لأسبوعين متتالين. بلغت الأغنية ذروتها في المركز الأول على الرسم البياني الأمريكي لأغاني الدانس الكلوب ولأغاني البوب. في 7 يناير، 2007، حصلت الأغنية على شهادة البلاتينيوم من قبل اتحاد صناعة التسجيلات في أمريكا لشحنها أكثر من 1,000,000 نسخة.

### أوروبا وأوقيانوسيا
في أوروبا، حققت «إس أو إس» نجاحاً تجارياً معتدلاً في أقاليم متعددة. في بلجيكا (فلاندرز)، الأغنية دخلت لأول مرة المركز الثامن عشر يوم 22 أبريل، 2006، وبلغت ذروتها في المركز الثاني في أسبوعها الرابع على الرسم البياني. في سويسرا، دخلت الأغنية لأول مرة وبلغت ذروتها بنفس الوقت في المركز الثالث يوم 21 مايو، 2006. في النرويج، دخلت الأغنية لأول مرة في المركز السادس عشر يوم 17 أبريل، 2006، وبلغت ذروتها في المركز الثالث. في المملكة المتحدة، دخلت الأغنية لأول مرة في المركز الخامس يوم 22 أبريل، 2006. في الأسبوع التالي، ارتفعت الأغنية إلى المركز الثاني، أغنية فرقة جنارلز باركلي «كريزي» منعتها من الوصول المركز الأول. في أستراليا، دخلت الأغنية لأول مرة في المركز الأول يوم 30 أبريل، 2006، لمدة ثمانية أسابيع متتالية. في نيوزيلندا، الأغنية دخلت لأول مرة في المركز السابع والثلاثين يوم 10 أبريل، 2006. في الأسبوع السابع، بلغت ذروتها في المركز الثالث لمدة أسبوعين.

## الجوائز والترشيحات
| السنة | الحفل                                    | البلد المضيف                          | الفئة                       | النتيجة | المصادر |
| ----- | ---------------------------------------- | ------------------------------------- | --------------------------- | ------- | ------- |
| 2006  | جوائز إم تي في للأغاني المصورة           |                                       | أفضل فنان جديد في فيديو     | رُشِّح     | [ 16 ]  |
| 2006  | جوائز إم تي في للأغاني المصورة           | اختيار المشاهد                        | رُشِّح                         |         | [ 16 ]  |
| 2006  | جوائز إم تي في الموسيقية الأوروبية       |                                       | أفضل أغنية                  | رُشِّح     | [ 17 ]  |
| 2006  | جوائز متش للأغاني المصورة                |                                       | أفضل فيديو عالمي - فنان     | فوز     | [ 18 ]  |
| 2006  | جوائز متش للأغاني المصورة                | اختيار الجمهور: الفنان العالمي المفضل | رُشِّح                         |         | [ 18 ]  |
| 2006  | جوائز تيين شويس                          |                                       | اختيار موسيقى: أغنية منفردة | رُشِّح     | [ 19 ]  |
| 2007  | جوائز بربادوس الموسيقية                  |                                       | أفضل فيديو مصور - أنثى      | رُشِّح     | [ 20 ]  |
| 2007  | جوائز بربادوس الموسيقية                  | أفضل أغنية دانس بوب منفردة            | رُشِّح                         |         | [ 20 ]  |
| 2007  | جوائز بي إم آي بوب                       |                                       | الأغاني الأكثر أداءً         | فوز     | [ 21 ]  |
| 2007  | جوائز موسيقى الدانس العالمية             | أفضل أغنية بوب دانس                   | رُشِّح                         | [ 22 ]  |         |
| 2007  | جوائز إم تي في للأغاني المصورة اليابانية |                                       | أفضل فيديو بوب              | رُشِّح     | [ 23 ]  |
| 2007  | جوائز إم تي في الأسترالية                |                                       | تحميل السنة                 | رُشِّح     | [ 24 ]  |

## الصيغ وقائمة الأغاني
| - نسخة الألبوم 1. «إس أو إس» – 3:58 - أغنية منفردة رقمية 1. «إس أو إس» (إصدار الراديو) – 3:58 2. «ليت مي» – 3:56 - أسطوانة منفردة 1. «إس أو إس» – 3:58 | - أسطوانة منفردة صغيرة فرنسية 1. «إس أو إس» (إصدار الراديو) – 3:59 2. «إس أو إس» (لحن) – 3:58 3. «بريك إت أوف» (مع شون بول) – 3:33 - أسطوانة منفردة صغيرة ألمانية 1. «إس أو إس» (إصدار الراديو) – 3:59 2. «إس أو إس» (لحن) – 3:58 3. «بريك إت أوف» (مع شون بول) – 3:33 4. «إس أو إس» (فيديو) |

## الرسوم البيانية
| الرسم البياني (2006)                                | المركز | المصادر |
| --------------------------------------------------- | ------ | ------- |
| أستراليا (ARIA)                                     | 1      | [ 31 ]  |
| النمسا (Ö3 Austria Top 40)                          | 4      | [ 32 ]  |
| بلجيكا (Ultratop 50 Flanders)                       | 2      | [ 33 ]  |
| بلجيكا (Ultratop 50 Wallonia)                       | 5      | [ 34 ]  |
| فنلندا (Suomen virallinen lista)                    | 3      | [ 35 ]  |
| فرنسا (SNEP)                                        | 12     | [ 36 ]  |
| ألمانيا (Media Control Charts)                      | 2      | [ 37 ]  |
| المجر (Rádiós Top 40)                               | 2      | [ 38 ]  |
| إيطاليا (FIMI)                                      | 7      | [ 39 ]  |
| هولندا (Mega Single Top 100)                        | 6      | [ 40 ]  |
| نيوزيلندا (Recorded Music NZ)                       | 3      | [ 41 ]  |
| النرويج (VG-lista)                                  | 3      | [ 42 ]  |
| السويد (Sverigetopplistan)                          | 12     | [ 43 ]  |
| سويسرا (Schweizer Hitparade)                        | 3      | [ 44 ]  |
| المملكة المتحدة (OCC)                               | 2      | [ 45 ]  |
| الولايات المتحدة (Billboard Hot 100)                | 1      | [ 46 ]  |
| الولايات المتحدة (Billboard Dance Club Songs)       | 1      | [ 47 ]  |
| الولايات المتحدة (Billboard Dance/Mix Show Airplay) | 1      | [ 48 ]  |
| الولايات المتحدة (Billboard Digital Songs)          | 1      | [ 49 ]  |
| الولايات المتحدة (Billboard Pop Songs)              | 1      | [ 50 ]  |
| الولايات المتحدة (Billboard Adult Pop Songs)        | 17     | [ 51 ]  |
| الولايات المتحدة (Billboard Adult Contemporary)     | 40     | [ 52 ]  |
| الولايات المتحدة (Billboard Radio Songs)            | 7      | [ 53 ]  |
| الولايات المتحدة (Billboard Rhythmic Songs)         | 13     | [ 54 ]  |

| الرسم البياني (2006)                          | المركز | المصادر |
| --------------------------------------------- | ------ | ------- |
| أستراليا (ARIA)                               | 13     | [ 55 ]  |
| أستراليا (ARIA Urban)                         | 1      | [ 56 ]  |
| النمسا (Ö3 Austria Top 40)                    | 26     | [ 57 ]  |
| بلجيكا (Ultratop 50 Flanders)                 | 26     | [ 58 ]  |
| بلجيكا (Ultratop 50 Wallonia)                 | 25     | [ 59 ]  |
| هولندا (Mega Single Top 100)                  | 30     | [ 60 ]  |
| إيطاليا (Rádiós Top 40)                       | 59     | [ 61 ]  |
| المجر (Rádiós Top 40)                         | 29     | [ 62 ]  |
| السويد (Sverigetopplistan)                    | 86     | [ 63 ]  |
| المملكة المتحدة (OCC)                         | 9      | [ 64 ]  |
| الولايات المتحدة (Billboard Hot 100)          | 19     | [ 65 ]  |
| الولايات المتحدة (Billboard Dance Club Songs) | 17     | [ 66 ]  |
| الولايات المتحدة (Billboard Digital Songs)    | 17     | [ 67 ]  |
| الولايات المتحدة (Billboard Radio Songs)      | 26     | [ 68 ]  |

## الشهادات
| الدولة           | المزود         | الشهادات  | المبيعات  | المصادر |
| ---------------- | -------------- | --------- | --------- | ------- |
| أستراليا         | (ARIA)         | بلاتينيوم | 70,000    | [ 69 ]  |
| البرازيل         | (ABPD)         | بلاتينيوم | 100,000   | [ 70 ]  |
| الدنمارك         | (IFPI Denmark) | بلاتينيوم | 15,000    | [ 71 ]  |
| المملكة المتحدة  | (BPI)          | سلفر      | 200,000   | [ 72 ]  |
| الولايات المتحدة | (RIAA)         | بلاتينيوم | 1,000,000 | [ 73 ]  |

## تاريخ الإصدار
| الدولة           | التاريخ         | نوع الإصدار            | الشركة المنتجة | المصادر |
| ---------------- | --------------- | ---------------------- | -------------- | ------- |
| الولايات المتحدة | 14 فبراير، 2006 | ماينستريم وريذمك رايدو | ديف جام        | [ 74 ]  |
| فرنسا            | 27 مارس، 2006   | أسطوانة مصغرة          | يونيفرسال      | [ 75 ]  |
| أستراليا         | 3 أبريل، 2006   | تحميل رقمي             | ديف جام        | [ 76 ]  |
| الولايات المتحدة | 11 أبريل، 2006  | أسطوانة منفردة         | ديف جام        | [ 77 ]  |
| ألمانيا          | 15 أبريل، 2006  | أسطوانة مصغرة          | يونيفرسال      | [ 78 ]  |
| المملكة المتحدة  | 17 أبريل، 2006  | أسطوانة منفردة         | ميركوري        | [ 79 ]  |